# Arnar Gunnlaugsson
Arnar Bergmann Gunnlaugsson (Akranes, 6 marzo 1973) è un allenatore di calcio ed ex calciatore islandese, di ruolo attaccante, commissario tecnico della nazionale islandese.

## Biografia
Arnar Gunnlaugsson ha due fratelli calciatori: il gemello Bjarki, di ruolo centrocampista, e Garðar, attaccante.

## Carriera

### Club
Durante la sua carriera, Gunnlaugsson ha giocato anche fuori dall'Islanda, per squadre come: Leicester City, Stoke City, Bolton Wanderers, Norimberga, Sochaux, Feyenoord e Dundee United.

### Nazionale
Gunnlaugsson ha giocato per le principali rappresentative giovanili dell'Islanda. Ha fatto il suo debutto con la nazionale maggiore nell'Aprile del 1993, in una partita amichevole contro gli Stati Uniti. La sua ultima partita in Nazionale, nell'Aprile del 2003, è stata un'amichevole contro la Finlandia.

### Allenatore
Gunnlaugsson ha avuto due brevi esperienze da allenatore sulla panchina dell'IA Akranes, squadra della sua città natale, con cui aveva anche iniziato la sua carriera professionistica. Nel 2008-2009, ha diviso la panchina dell'IA con il fratello Bjarki.

## Palmarès

### Giocatore

#### Club
- Campionato islandese: 4

ÍA Akraness: 1992, 1995
KR Reykjavík: 2003
FH Hafnarfjörður: 2008
- Campionato olandese: 1

Feyenoord: 1992-1993

#### Individuali
- Scarpa d'oro del campionato islandese: 2

1992 (15 gol), 1995 (15 gol)
- Calciatore islandese dell'anno: 1

1992

### Allenatore
- Campionato islandese: 2

Víkingur: 2021, 2023
- Supercoppa d'Islanda: 2

Víkingur: 2022, 2024
- Coppa d'Islanda: 2

Víkingur: 2022, 2023